# Dogana delle pecore

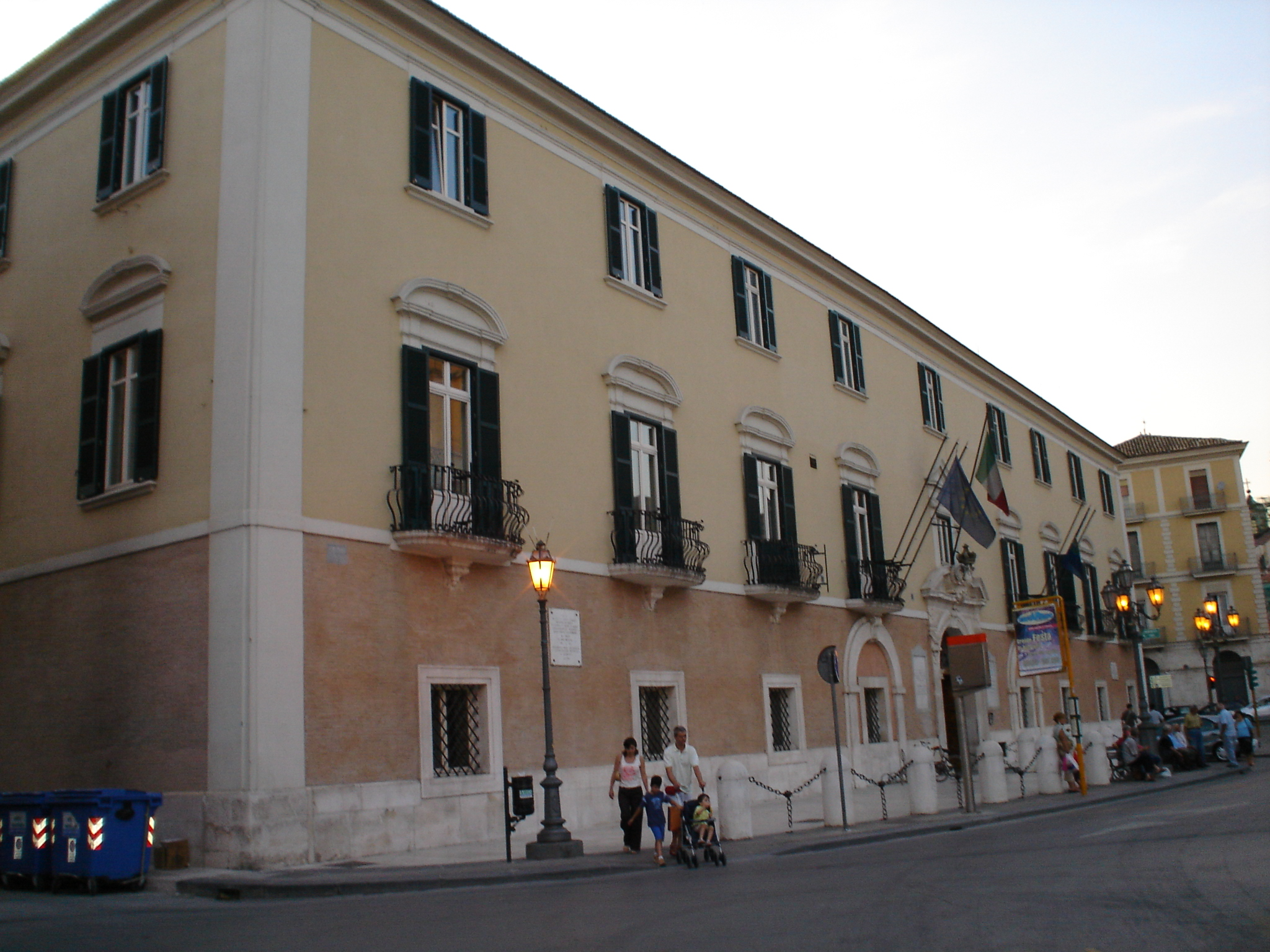
Le second palazzo della Dogana.

La Dogana delle pecore, officiellement Regia Dogana della Mena delle Pecore di Foggia, est le nom d'une autorité administrative et juridique, compétente pendant environ quatre siècles dans les plaines des Pouilles, et qui réglemente de manière exclusive[pas clair] la transhumance dans le royaume de Naples.
La Dogana delle pecore  et la Mesta des bergers de Castille sont les deux grands systèmes de transhumance en Méditerranée occidentale.

## Histoire
À l'origine institué dans la ville de Lucera le 1er août 1447 par le roi Alphonse V d'Aragon,  son siège est transféré rapidement à Foggia – dans un édifice appelé palazzo della Dogana. La dogana est régie par une ordonnance qui reproduit celle de la Mesta. Son principal objet était la perception (proportionnelle au  nombre de tête d'ovins), auprès des bergers, de taxes afférentes au droit de pâturage (ou fida) pour les cheptels transhumant dans les Tavoliere ou en Capitanata ainsi que dans les autres provinces napolitaines.
L'année doganale, ou pâturage hivernal basé sur la fête de saint Michel (protecteur des animaux), commençait le 29 septembre pour se terminer avec la foire de Foggia vers le 8 mai où les bergers vendaient la laine et les fromages.
Durant l'occupation française du royaume de Naples, une loi promulguée le 21 mai 1806 par Joseph Bonaparte  supprimait la dogana delle pecore; l'abolition de cette institution eut pour effet le remplacement progressif du pastoralisme par l'agriculture.

## Palazzo della Dogana
Situé proche de l'actuelle piazza del Pozzo Rotondo, l'ancien palais était un édifice aux murs épais et aux salles voutées, haut de deux étages : il comprenait au rez-de-chaussée les écuries, la  remise pour le carrosse du gouverneur, le corps de garde des soldats, les prisons et la salle des audiences. Le premier étage, outre l'appartement du gouverneur (ou du président), abritait la perception, le tribunal et une chapelle tandis qu'au dernier étage étaient rangées les archives. Le palais est détruit par un tremblement de terre en 1731.
Un nouveau palazzo della Dogana est reconstruit, avec les mêmes prérogatives, sur l'actuelle piazza XX Settembre, puis agrandi et réaménagé tout au long du XVIIIe siècle. Aujourd'hui, le palais accueille le siège de l'administration provinciale et la Galerie nationale d'art moderne et contemporain.